# Barbacenia fanniae
A Barbacenia fanniae é uma rara espécie de planta que pode ser encontrada em Santa Maria Madalena, no estado brasileiro do Rio de Janeiro.